# Джерард, Редмонд
Редмонд Джерард (англ. Redmond Gerard; род. 29 июня 2000 года, Вестлейк, Огайо, США) — американский сноубордист, олимпийский чемпион 2018 года в дисциплине слоупстайл.

## Биография
Редмонд начинал заниматься во фристайле, но затем перешёл в сноуборд. Любимой дисциплиной можно считать слоупстайл.

## Спортивная карьера
С 2012 года Джерард принимает участие в турнирах мирового тура по сноуборду.
В сезоне 2014/15 он занял второе место в слоупстайле на американском туре.
На чемпионате мира по сноуборду 2015 года в Ябули он стал четвёртым в слоупстайле.
В сноуборде на этапах Кубка мира дебютировал в начале сезона 2015/16 в Кардроне, заняв при этом 11 место.
В феврале 2016 года он занял третье место на конкурсе Big Air ALE INVITE.
В январе 2017 года он занял третье место в слоупстайле на Кубке мира.
На зимних играх x-Games 2017 года в Аспене он занял 14-е место.
В Начале февраля 2017 года он одержал победу на мировом кубке в Мамонте, а в конце сезона выиграл Чемпионат мира по слоупстайлу.
Во второй день соревнований на Олимпийских играх в Корее, 17-летний Редмонд в заключительной попытке показал лучший результат 87,16 и одержал победу, став олимпийским чемпионом в дисциплине слоупстайл.
На чемпионате мира 2019 года занял 11-е место в слоупстайле. На чемпионате мира 2021 года занял 4-е место в слоупстайле и 29-е в биг-эйре.